# Against the Grain (álbum de Bad Religion)
Against the Grain es el quinto álbum del grupo de punk Bad Religion, editado en 1990. Para algunos fanáticos, es considerado una especie de "Greatest Hits", aunque en vivo ya no lo hagan, en su momento solían tocar el 90 % de estos temas en vivo con gran respuesta del público.

## Lista de canciones
| N.º | Título                                     | Escritor(es)    | Duración |  |
| 1.  | «Modern Man»                               | Graffin         | 1:58     |  |
| 2.  | «Turn on the Light»                        | Gurewitz        | 1:24     |  |
| 3.  | «Get Off»                                  | Graffin         | 1:43     |  |
| 4.  | «Blenderhead»                              | Gurewitz        | 1:12     |  |
| 5.  | «The Positive Aspect of Negative Thinking» | Bentley         | 0:57     |  |
| 6.  | «Anesthesia»                               | Gurewitz        | 3:04     |  |
| 7.  | «Flat Earth Society»                       | Gurewitz        | 2:23     |  |
| 8.  | «Faith Alone»                              | Graffin         | 3:40     |  |
| 9.  | «Entropy»                                  | Graffin         | 2:24     |  |
| 10. | «Against the Grain»                        | Graffin         | 2:09     |  |
| 11. | «Operation Rescue»                         | Graffin         | 2:08     |  |
| 12. | «God Song»                                 | Graffin         | 1:38     |  |
| 13. | «21st Century (Digital Boy)»               | Gurewitz        | 2:50     |  |
| 14. | «Misery and Famine»                        | Graffin         | 2:35     |  |
| 15. | «Unacceptable»                             | Hetson, Bentley | 1:44     |  |
| 16. | «Quality or Quantity»                      | Graffin         | 1:34     |  |
| 17. | «Walk Away»                                | Gurewitz        | 1:52     |  |

- Datos: Q390194